# Wspólnota administracyjna Burgsinn
Wspólnota administracyjna Burgsinn – wspólnota administracyjna (niem. Verwaltungsgemeinschaft) w Niemczech, w kraju związkowym Bawaria, w rejencji Dolna Frankonia, w regionie Würzburg, w powiecie Main-Spessart. Siedziba wspólnoty znajduje się w miejscowości Burgsinn.
Wspólnota administracyjna zrzesza dwie gminy targowe (Markt) oraz trzy gminy wiejskie (Gemeinde): 
- Aura im Sinngrund, 1 021 mieszkańców, 12,07 km²
- Burgsinn, gmina targowa, 2 533 mieszkańców, 51,38 km²
- Fellen, 868 mieszkańców, 34,33 km²
- Mittelsinn, 847 mieszkańców, 14,28 km²
- Obersinn, gmina targowa, 989 mieszkańców, 11,70 km²